# هارولد فينجر
هارولد فينجر (بالإنجليزية: Harold Finger)‏ هو مهندس أمريكي، ولد في 18 فبراير 1924 في بروكلين في الولايات المتحدة.